# Ovis maasi
Ovis maasi, también conocida como Praeovis maasi o la oveja del río Maas, es un género o especie extinta muy poco conocida de ovejas primitivas conocida a partir de una gran cantidad de fósiles en los Países Bajos, cerca del río Mosa (en neerlandés y en flamenco, Maas). Los fósiles tienen entre 30 000 y 12 000 años. David Attenborough sugirió que Ovis maasi debería tener su propio género, Praeovis.
No hay un espécimen tipo conocido o designado para Ovis maasi.